# Ivantyejevkai járás

Az Ivantyejevkai járás a Szaratovi területen

Az Ivantyejevkai járás (oroszul: Ивантеевский муниципальный район) Oroszország egyik járása a Szaratovi területen. Székhelye Ivantyejevka.

## Népesség
- 1989-ben 15 972 lakosa volt.
- 2002-ben 16 151 lakosa volt.
- 2010-ben 15 186 lakosa volt, melyből 13 097 orosz, 585 kazah, 305 örmény, 196 csuvas, 182 lezg, 117 azeri, 109 tatár, 96 ukrán, 77 mari, 57 német stb.